# Лисицин Віктор Опанасович
Віктор Опанасович Лисицин (4 листопада 1930, село Родакове, тепер смт. Слов'яносербського району Луганської області — 1990?, місто Луганськ) — український радянський і компартійний діяч, голова Ворошиловградського облвиконкому. Депутат Верховної Ради УРСР 9—11-го скликань. Кандидат у члени ЦК КПУ в 1976—1990 р.

## Біографія
У 1948—1952 роках — поїзний кочегар, помічник машиніста паровозного депо Родакове Ворошиловградської області.
У 1952—1955 роках — секретар Олександрівського районного комітету ЛКСМУ Ворошиловградської області.
Член КПРС з 1953 року.
З 1955 року — інструктор, завідувач відділу Олександрівського районного комітету КПУ Ворошиловградської області.
Закінчив Дніпропетровську Вищу партійну школу і Луганський сільськогосподарський інститут.
У 1961—1965 роках — голова колгоспу, директор радгоспу, заступник секретаря парткому Станично-Луганського територіального виробничого колгоспно-радгоспного управління Луганської області.
У 1965—1970 роках — 1-й секретар Кремінського районного комітету КПУ Луганської області.
11 вересня 1970 — липень 1974 року — секретар Ворошиловградського обласного комітету КПУ.
22 липня 1974 — січень 1981 року — голова виконавчого комітету Ворошиловградської обласної ради народних депутатів.
12 січня 1981 — листопад 1985 року — міністр плодоовочевого господарства Української РСР.
11 грудня 1985 — червень 1990 року — заступник Голови Державного агропромислового комітету УРСР — начальник Головного управління плодоовочевого господарства і картоплі.

## Нагороди
- орден Леніна
- орден Жовтневої Революції
- два ордена Трудового Червоного Прапора
- орден Дружби народів (3.11.1980)
- медалі